# Quinquelaophonte
Quinquelaophonte är ett släkte av kräftdjur. Quinquelaophonte ingår i familjen Laophontidae.
Kladogram enligt Catalogue of Life:
| Quinquelaophonte | \| \| Quinquelaophonte capillata \| \| \| \| \| \| Quinquelaophonte longifurcata \| \| \| \| |
|                  | \| \| Quinquelaophonte capillata \| \| \| \| \| \| Quinquelaophonte longifurcata \| \| \| \| |
|                  | Quinquelaophonte capillata                                                                   |
|                  |                                                                                              |
|                  | Quinquelaophonte longifurcata                                                                |
|                  |                                                                                              |